# Jean de Lantwyck
Pour les articles homonymes, voir Lantwyck.
Ne doit pas être confondu avec Jean de Lantwyck (†1667).
Jean de Lantwyck, seigneur de Vaalbeek, est le fils naturel du chevalier Jean II de Lantwyck, dernier seigneur de Horst de la famille de Lantwyck.

## Armes
d'argent à une fleur de lis de sable, au chef d'or à trois pals de gueules.

## Descendance
Il a 3 fils et une fille : Jean, Pierre, Wauthier et Catherine.
« Une charte de Philippe le Bon, datée de 1452 et conservée dans les archives d'Arenberg à la bibliothèque de l'université de Louvain, nous apprend que Wautier de Lantwyck renonce définitivement en 1452, avec ses frères et sœur à la seigneurie de Vaalbeek dont leur père Jean de Lantwyck avait joui sa vie durant et ce jusqu'en 1429. Cette seigneurie leur venait du chef de leur grand-père, le chevalier Jean de Lantwyck, qui l'avait échangée contre celle de Blanden. »

### Articles connexes

de Muyser Lantwyck

## Graphie du patronyme
« Le patronyme s'écrit indifféremment de Lantwyck, de Lantwijck (surtout dans les actes en latin des XVe et XVIe siècles), van Lantwijck ou van Landewijck, parfois sans particule, voire de Landuyck qui paraît être une graphie inspirée de la prononciation de ce nom par les Wallons. (Chanoine Jean Cassart) »